# Пламен Кръстев
Пламен Петров Кръстев български лекоатлет, роден на 18 ноември 1958 г. в с. Мирково, Софийска област. Възпитаник на спортната школа на ЦСКА.

## Спортни успехи
Първоначално тренира баскетбол, но за атлетиката го открива бъдещият професор Иван Кадийски, който през 70-те години на ХХ в. ръководи ученическата атлетическа школа на ЦСКА.
Първият му сериозен успех е през 1977 г., когато се класира за финала на Европейското първенство за юноши. През 1980 г. в Зинделфинген, ФРГ и през 1981 г. в Гренобъл, Франция печели 2 четвърти места на Европейските първенства в зала.  На-големият му успех идва през 1982 г., когато печели сребърен медал (на 1 стотна от победителя) на Европейското първенство в зала в Милано, Италия.
Олимпийски полуфиналист на 110 m с препятствия в Москва 1980. Балкански шампион на 110 m с препятствия в София през 1980 г.  Участва на стотици състезания за националния отбор в най-силните години на българската лека атлетика. Състезава се с всички най-силни хърделисти на своето време.Бил е 4 пъти балкански шампион (за юноши в Букурещ 1977, за мъже - в София 1980, Сараево 1981 и Атина 1984), 15 пъти държавен шампион. Поставил е 23 държавни рекорда.Най-доброто му лично постижение е 13.46 сек., постигнато на 10 юли 1984 г. в Атина. Има 132 бягания под 14 секунди на 110 m с препятствия.През 1996 г. е награден с медал “За олимпийски заслуги”-златен

## Професионална и обществена дейност
От февруари 1997 г. до юни 1999 г. е Заместник – председател и Главен секретар на Комитета за младежта и                                            спорта  към Министерския съвет. 
От януари 2001 г. до момента е Член на Управителния съвет на Лекоатлетически клуб ЦСКА.
Между 2021 г. и 2023 г. е бил Вицепрезидент на         Асоциацията на Балканските Атлетически                        Федерации.
От 1994 г. до 1996 г., един мандат, е  Председател на Българската федерация по лека атлетика. От 1995 г. до  2000 г. и от април 2017 г. до момента е Член на  Изпълнителното  бюро на  Българския  Олимпийски Комитет.
От 2004 г. до момента е експерт и гост-коментатор по лека атлетика в българската секция на телевизия Евроспорт, заедно с ръководителя Асен Спиридонов и журналиста Иван Чешанков.